# 竹内健史
竹之内 健志（たけのうち けんじ、1978年10月31日 - ）は千葉県市川市出身の役者。

## 人物
千葉県出身。小中とプロのサッカー選手になろうとしていたが個人プレイに走りすぎチームとうまくいかず断念。高校卒業後に知り合いのつてで渡米。アメリカで出会った外国人の表現力に圧倒され、帰国後すぐに俳優養成所に入り幾つかの劇団をわたる。2016年、喜安浩平が主宰する、劇団ブルドッキングヘッドロックに所属する。
出演作品

### 舞台
- 『コンストラクション　ダイアグラム　オーバー　ザ　ディメンション』 （ブルドッキングヘッドロック）
- 『バカシティ　あかつき編』 （ブルドッキングヘッドロック）
- 『スケベの話〜オトナのおもちゃ編』 （ブルドッキングヘッドロック）
- 『おい、キミ失格』 （ブルドッキングヘッドロック）
- 『ごはんと宇宙』 （ごはん部　お盆公演）
- 『ここにある真空』 （浮世企画）
- 『ＰＲESS』 （JACROW）
- 『熱狂』 （劇団チョコレートケーキ）
- 『ネズミ狩り』 （劇団チャリT企画）
- 『バンザイ』 (劇26.25団)
- 『正しい晩餐』 (劇26.25団)
- リアルファイティング『はじめの一歩』The Glorious Stage!!

### テレビ
- ゆとりですがなにか（日本テレビ）
- バイプレイヤーズ（テレビ東京）
- 土曜ワイド劇場 弁護士 倉沢由法の事件ファイル（テレビ朝日）
- 3人のパパ（TBSテレビ）
- 偽装不倫　第６話（日本テレビ）
- ボイス 110緊急指令室　第10話（日本テレビ）

### 映画
- 激マブ探偵なな 手淫が炸裂する時（2021年5月21日、オーピー映画）
- 君は永遠にそいつらより若い（2021年9月17日、Atemo） [1]

### CM
- ソニー損保
- P&G レノア　デオドラント　ビーズWEB-movie
- SEIYU プライスロック（あげない合唱団篇）

### PV
- 忘れらんねえよ 『俺の中のドラゴン』監督山岸聖太